# (32021) Lilyjenkins
2000 HE88 (asteroide 32021) é um asteroide da cintura principal. Possui uma excentricidade de 0.16761330 e uma inclinação de 7.98008º.
Este asteroide foi descoberto no dia 27 de abril de 2000 por LINEAR em Socorro.